# Sarah Hallmann
Sarah Hallmann (* 1985 in Ingersheim) ist eine deutsche Köchin.

## Werdegang
Nach ihrem Bachelorstudium begann sie 2008 die Ausbildung zur Köchin im Restaurant Facil bei Michael Kempf und Joachim Gerner in Berlin (seinerzeit ein Michelinstern). Um 2014 kochte sie im Restaurant Margaux bei Michael Hoffmann in Berlin und dann in einem Restaurant in der Schweiz, das die Produkte direkt vom eigenen Hof verarbeitete.
Seit 2016 betreibt sie das Restaurant Hallmann & Klee in Berlin-Neukölln, bis Ende 2016 mit Friederike Klee, die zuvor ebenfalls im Facil gekocht hatte.
2023 wurde sie vom Gault-Millau zur Gastronomin des Jahres 2023/24 gekürt. Der Restaurantguide lobte Hallmann dafür, dass sie ihre Talente so einzusetzen versteht, "dass sowohl bei den Gästen als auch ihrem Team keine Wünsche offen bleiben." Das Hallmann & Klee wurde mit drei Hauben ausgezeichnet. 2024 wurde ihr Restaurant zusätzlich mit einem Michelinstern ausgezeichnet; die zweite Küchenchefin ist Rosa Beutelspacher. Der Guide Michelin lobte die „moderne, geradlinige und oftmals reduzierte Küche.“

## Auszeichnungen
- 2023: Gastronomin des Jahres, Gault-Millau[6]
- 2023: Berliner Meisterköche: Aufsteigerinnen des Jahres 2023 an Rosa Beutelspacher und Sarah Hallmann[7]
- 2024: Ein Michelinstern für Restaurant Hallmann & Klee in Berlin-Neukölln